# Cumbre de Líderes de América del Norte

Mapa de los tres países miembros del TLCAN.

La Cumbre de Líderes de América del Norte es el nombre oficial de la reunión trilateral anual entre el primer ministro de Canadá y los presidentes de México y Estados Unidos. Esta empezó como la Alianza para la Seguridad y la Prosperidad de América del Norte, un diálogo a nivel regional fundado el 23 de marzo de 2005.

## Encuentros

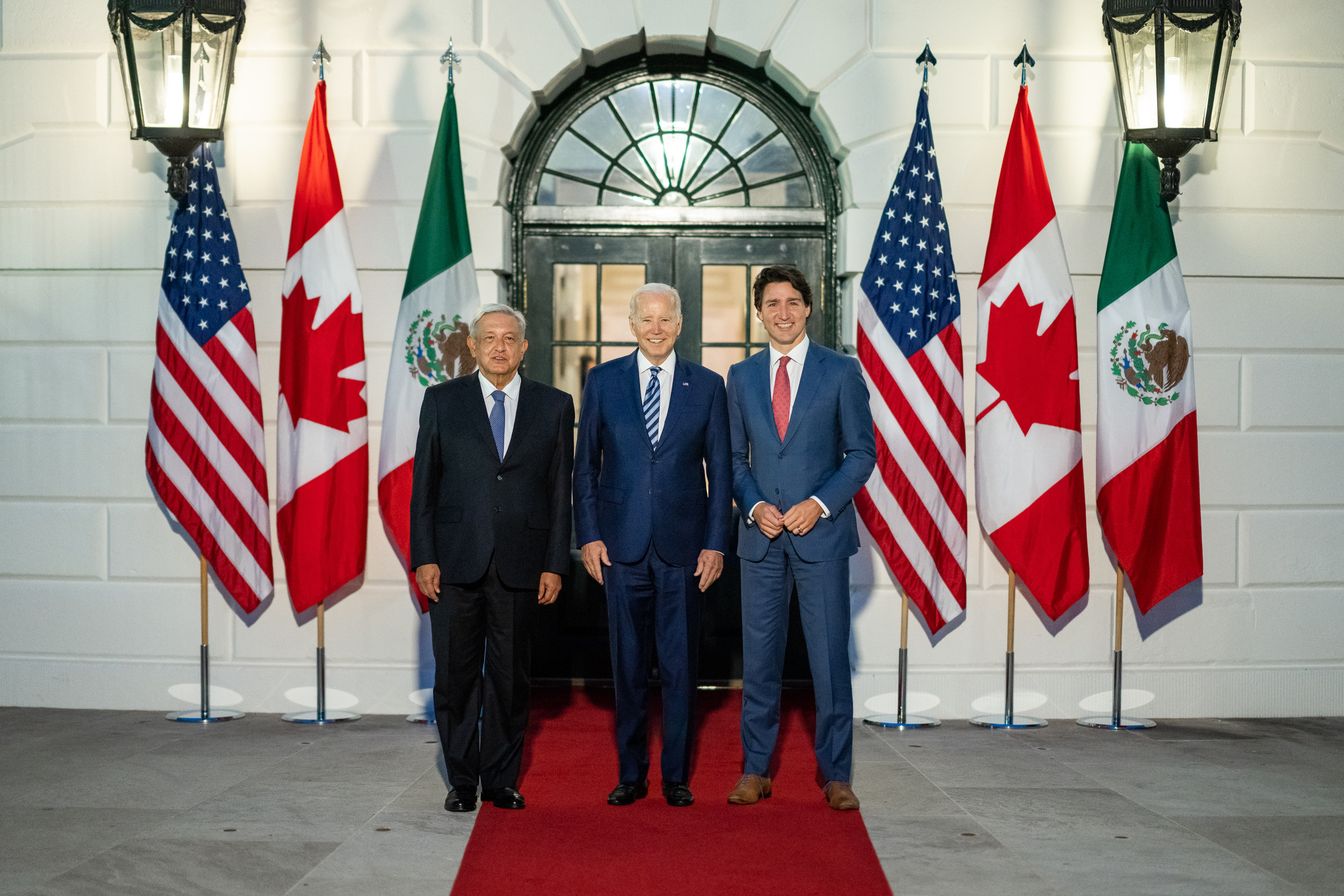
Fotografía Oficial de la IX Cumbre de Líderes de América del Norte en la Casa Blanca (2021).

| Año  | N.º  | Fechas          | País           | Ciudad           | Líder anfitrión             |
| ---- | ---- | --------------- | -------------- | ---------------- | --------------------------- |
| 2005 | I    | 23 de marzo     | Estados Unidos | Waco, Texas      | George W. Bush              |
| 2006 | II   | 31 de marzo     | México         | Cancún           | Vicente Fox                 |
| 2007 | III  | 20-21 de agosto | Canadá         | Montebello       | Stephen Harper              |
| 2008 | IV   | 21-22 abril     | Estados Unidos | New Orleans      | George W. Bush              |
| 2009 | V    | 8-11 agosto     | México         | Guadalajara      | Felipe Calderón             |
| 2012 | VI   | 2 de abril      | Estados Unidos | Washington D. C. | Barack Obama                |
| 2014 | VII  | 19 de febrero   | México         | Toluca           | Enrique Peña Nieto          |
| 2016 | VIII | 29 de junio     | Canadá         | Ottawa           | Justin Trudeau              |
| 2021 | IX   | 18 de noviembre | Estados Unidos | Washington D. C. | Joe Biden                   |
| 2023 | X    | 9-10 de enero   | México         | Ciudad de México | Andrés Manuel López Obrador |

## Líderes

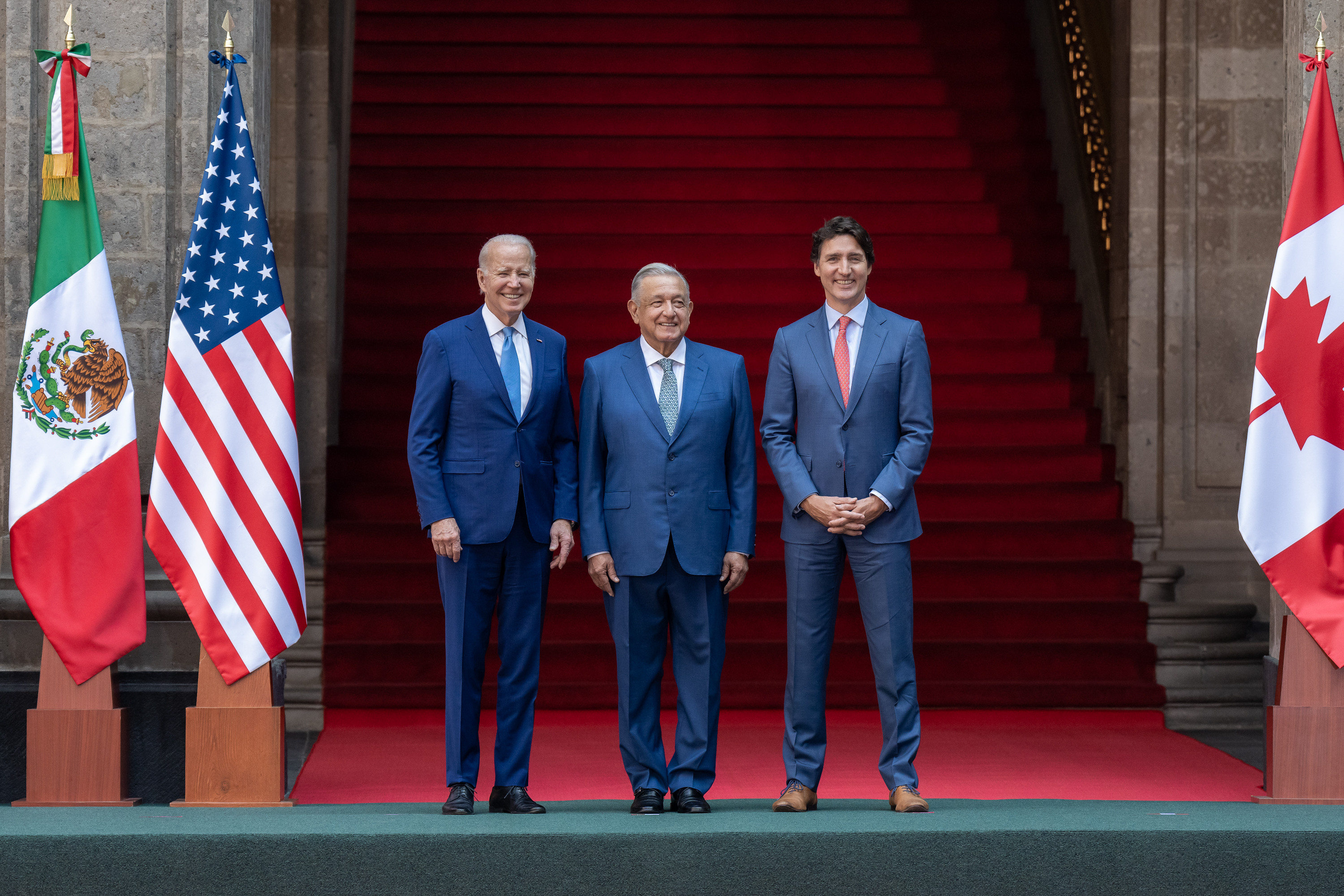
Fotografía Oficial de la X Cumbre de Líderes de América del Norte en Palacio Nacional (2023).

| Año                     | Primer ministro de Canadá   | Presidente de los Estados Unidos | Presidente de México |
| ----------------------- | --------------------------- | -------------------------------- | -------------------- |
| 2005                    | Paul Martin                 | George W. Bush                   | Vicente Fox          |
| 2006                    | Paul Martin                 | George W. Bush                   | Vicente Fox          |
| Stephen Harper          |                             | George W. Bush                   | Vicente Fox          |
| 2007                    | Felipe Calderón             | George W. Bush                   |                      |
| 2008                    | Felipe Calderón             | George W. Bush                   |                      |
| 2009                    | Felipe Calderón             | George W. Bush                   |                      |
| Barack Obama            | Felipe Calderón             |                                  |                      |
| 2010                    | Felipe Calderón             |                                  |                      |
| 2011                    | Felipe Calderón             |                                  |                      |
| 2012                    | Felipe Calderón             |                                  |                      |
| 2013                    | Enrique Peña Nieto          |                                  |                      |
| 2014                    | Enrique Peña Nieto          |                                  |                      |
| 2015                    | Enrique Peña Nieto          |                                  |                      |
| Justin Trudeau          | Enrique Peña Nieto          |                                  |                      |
| 2016                    | Enrique Peña Nieto          |                                  |                      |
| 2017                    | Enrique Peña Nieto          | Donald Trump                     |                      |
| 2018                    | Enrique Peña Nieto          | Donald Trump                     |                      |
| 2019                    | Andrés Manuel López Obrador | Donald Trump                     |                      |
| 2020                    | Andrés Manuel López Obrador | Donald Trump                     |                      |
| 2021                    | Andrés Manuel López Obrador | Joe Biden                        |                      |
| 2022                    | Andrés Manuel López Obrador | Joe Biden                        |                      |
| 2023                    | Andrés Manuel López Obrador | Joe Biden                        |                      |
| 2024                    | Andrés Manuel López Obrador | Joe Biden                        |                      |
| Claudia Sheinbaum Pardo |                             | Joe Biden                        |                      |
| 2025                    | Donald Trump                |                                  |                      |

## Galería

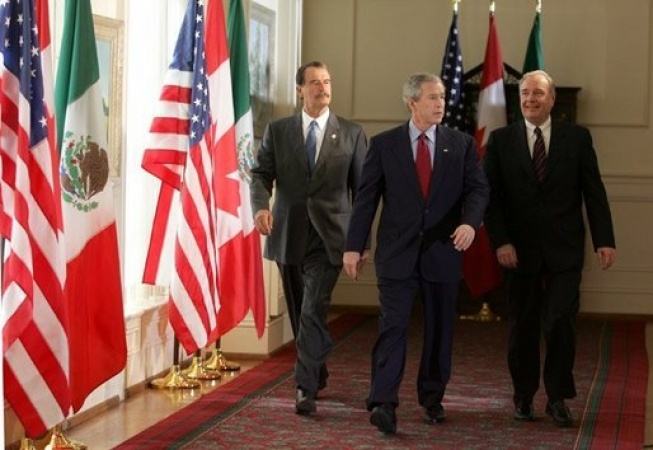
Fotografía de la I Cumbre de Líderes de América del Norte (2005).
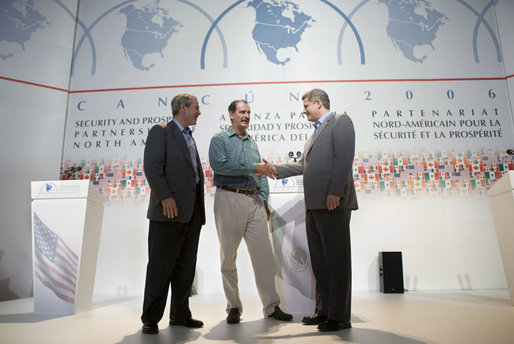
Fotografía de la II Cumbre de Líderes de América del Norte (2006).
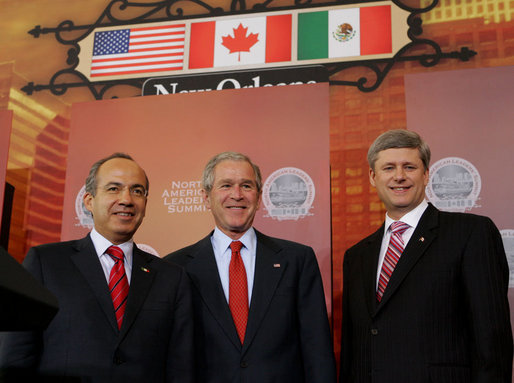
Fotografía de la IV Cumbre de Líderes de América del Norte (2008).
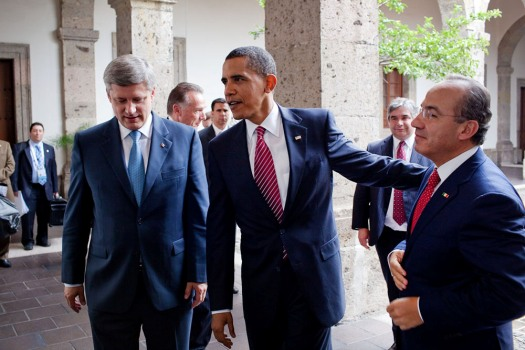
Fotografía de la V Cumbre de Líderes de América del Norte (2009).
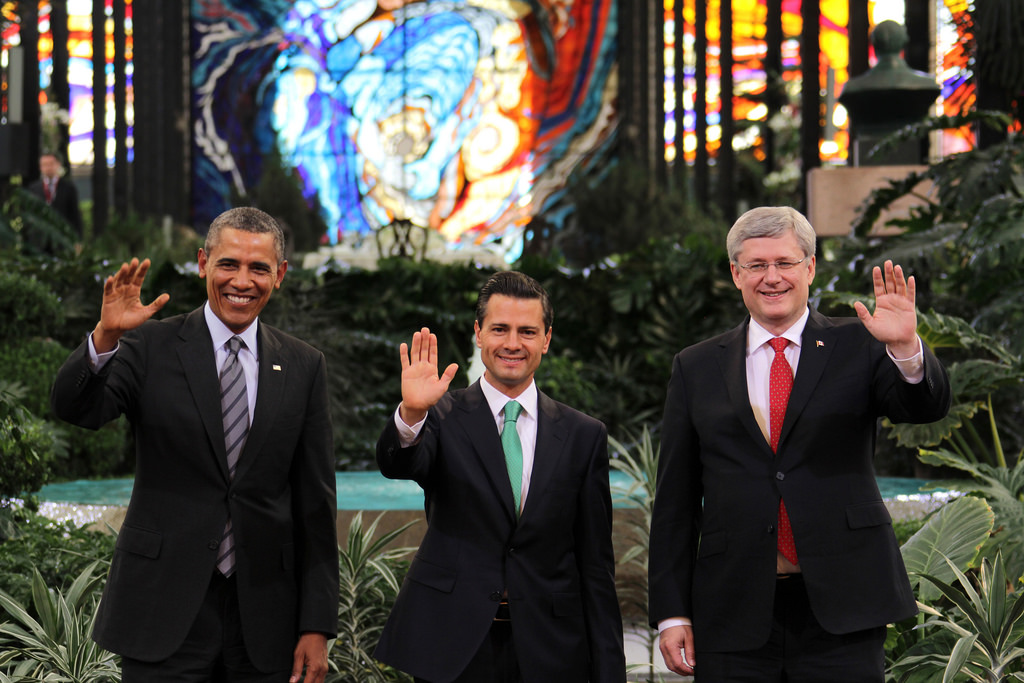
Fotografía Oficial de la VII Cumbre de Líderes de América del Norte (2014).
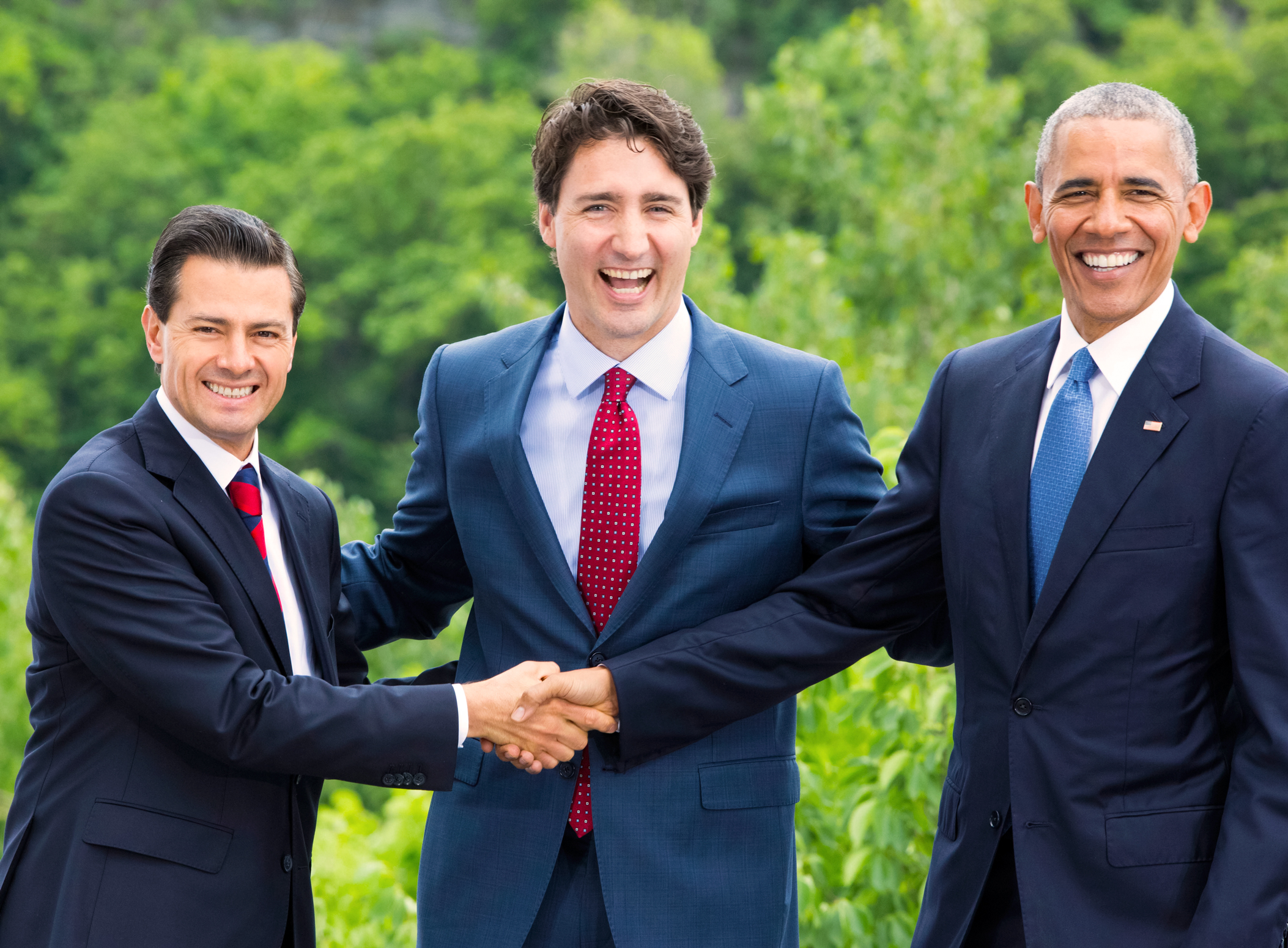
Fotografía de la VIII Cumbre de Líderes de América del Norte (2016).